# 六味地黄丸
六味地黄丸，同名方约有4首，现选用的是宋代太醫錢乙所著《小儿药证直诀》卷下“地黄丸”方。該方刪減醫聖張仲景著《金匱要略》中的腎氣丸藥方當中的附子與桂枝：熟地黄八钱，山萸肉、干山药各四钱，泽泻、牡丹皮、白茯苓（去皮）各三钱。上为末，炼蜜为丸，如梧桐子大。每服三丸，空心温水化下。
六味地黄丸是一种广泛使用的方剂。中医学认为，六味地黄丸具有滋补肾阴的功效，适用于肝肾不足、腰痛足酸、头晕目眩、消渴、舌燥喉痛、足跟作痛。利用現代技術的方法加以分析後，推測可能是因為藥方裡面的化學成分，使代謝方面以及對高血壓具有效果。
本方亦可作成汤剂，称六味地黄汤。

## 相关药方

### 知柏地黄丸
六味地黄方加入知母、黄柏后称为知柏地黄丸，具有滋阴清热、补肾阴、泻相火的功能。适用于阴虚火旺、潮热骨蒸、腰骨酸软、潮热盗汗、耳鸣遗精、口干咽燥等症。

### 杞菊地黄丸
六味地黄方加入枸杞子、菊花后称枸杞地黄丸或杞菊地黄丸，具有滋肾养肝功效。用于肝肾阴亏的眩晕、耳鸣，目涩畏光、视物昏花。

### 桂附地黄丸
在六味地黄方基础上加入肉桂、附子称桂附地黄丸，具有温补肾阳的功效。适用于腰膝酸软，肢冷尿频。

### 麦味地黄丸
在六味地黄方的基础上加入 麦冬、 五味子称为麦味地黄丸，又称 八仙长寿丸，具有滋肾养肺的功效，用于肺肾阴亏，潮热盗汗，咽干，眩晕耳鸣，腰膝酸软。

## 外部連結
- 六味地黃丸 Liu wei Di Huang Wan （页面存档备份，存于） 中藥標本數據庫 (香港浸會大學中醫藥學院) （繁體中文）（英文）
- 六味地黃丸 （页面存档备份，存于） 中藥方劑圖像數據庫 (香港浸會大學中醫藥學院) （中文）（英文）